# ديك لي
ديك لي (بالصينية: 李炳文؛ بالإنجليزية: Dick Lee) هو كاتب مسرحي ومغني وملحن ومغن مؤلف سنغافوري، ولد في 24 أغسطس 1956 في سنغافورة.

## وصلات خارجية
- الموقع الرسمي
- ديك لي على موقع IMDb (الإنجليزية)
- ديك لي على موقع ميوزك برينز (الإنجليزية)
- ديك لي على موقع ديسكوغز (الإنجليزية)